# شهرستان تیلمن (اکلاهما)
شهرستان تیلمن، اکلاهما (به انگلیسی: Tillman County, Oklahoma) شهرستانی در ایالات متحده آمریکا است که در اکلاهما واقع شده‌است.

## خصوصیات
شهرستان تیلمن ۲٬۲۷۶٫۶۱ کیلومترمربع مساحت دارد.